# Augusto Bianchi Rizzi
Augusto Bianchi Rizzi (Milano, 19 ottobre 1940 – Milano, 24 ottobre 2014) è stato un commediografo, scrittore, attore, e avvocato italiano.

## Biografia
Dopo aver frequentato il Liceo Classico Annibale Mariotti di Perugia, dove viveva quale orfano di sanitario (morto in guerra) nel Collegio O.N.A.O.S.I., esordisce come attore nel 1961 al Piccolo Teatro di Milano in "Prendeteli con le pinze e martellateli" di Nuccio Ambrosino e Nanni Svampa, recitando poi in quasi tutti i teatri milanesi e affiancando a tale attività quella di commediografo, che con il tempo diventerà la sua principale attività artistica.
Dal 1990 Augusto Bianchi Rizzi organizza e ospita un salotto milanese (da lui definito piccola area ludico-resistenziale) che si tiene il giovedì, nel cui ambito ha creato il Premio del Giovedì, ora intitolato alla memoria della scrittrice e giornalista Marisa Rusconi, della cui giuria è presidente.
Tra le molte creature nate nell'ambito del Giovedì, anche un corto dedicato al suo decennale,  Parquet  diretto da Mara Cantoni.
Oltre all'attività artistica, esercita la professione di avvocato, specializzato in diritto amministrativo, diritto informatico e diritto dello spettacolo. Nel 1970 ha fondato con Sergio Erede lo studio Erede-Bianchi e successivamente lo studio Erede e Associati, che poi si è fuso nello studio Bonelli Erede Pappalardo.
Bianchi ha raccolto parte della sua biografia nel romanzo Tre storie quasi d'amore (2014).

## Testi teatrali
- Monologo a due, 1984, radiocommedia;
- L'ultimo dei Mohicani, 1985, rappresentato in successivi allestimenti per la regia di Massimo Navone e con l'interpretazione di Flavio Bonacci; Corrado Tedeschi; Mario Zucca; Franco Oppini, oltre che dello stesso autore;
- Orgasmo al cuore, 1987, teatro-cabaret;
- La vita è un canyon, 1992, andato in scena in successivi allestimenti per la regia di Andrée Ruth Shammah e con l'interpretazione di Anna Galiena, Sergio Bini Bustric, Michele De Marchi, Gabriella Franchini e Corrado Tedeschi (Premio IDI '94 alla protagonista Anna Galiena);
- Ombre Rosse, segnalato al Premio Vallecorsi di Pistoia nel 1993;
- 1980. Archeologia politica, 1995;
- Un uomo solo al comando, vincitore del Premio Vallecorsi di Pistoia nel 1997, andato in scena nel 2001 per la regia di Marco Rampoldi, con l'interpretazione di Corrado Tedeschi, Silli Togni, Narcisa Bonati, Giancarlo Gobbi, Gianluca Machelli;
- Veronica ha bruciato la torta, 2003, rappresentato al Festival del Teatro italiano di Glasgow in lingua inglese;
- Monologo razzista, 2003, scritto quale appartenente al Gruppo Scrittori per la Pace, rappresentato con l'interpretazione di Paolo Bessegato;
- Rossi di sera, 2012, vincitore premio Sipario 2013.

## Altri testi
- Figlio unico di madre vedova, romanzo, 1993, Giovanni Tranchida Editore, finalista del Premio Italo Calvino;
- Le padrone del vapore, saggio, 1997, Marco Tropea Editore;
- AlbaNaia, con prefazione di Giorgio Galli, romanzo, 2007, Mursia;
- La guerra di Nene, romanzo, 2009, Mursia;
- Tre storie quasi d'amore, racconti, 2014, Mursia